# Sự nổi loạn hoàn hảo
Sự nổi loạn hoàn hảo (tiếng Anh:Pitch Perfect 2) là một bộ phim hài nhạc kịch của Mỹ 2015 do Elizabeth Banks đồng sản xuất và đạo diễn, viết kịch bản của Kay Cannon. Đây là phần tiếp theo của phim năm 2012 Những cô nàng cá tính và phần thứ hai của Pitch Perfect. Phim có sự góp mặt của Anna Kendrick, Rebel Wilson, Hailee Steinfeld, Brittany Snow, Alexis Knapp, Hana Mae Lee, Ester Dean, Chrissie Fit, Kelley Jakle và Shelley Regner vai The Bellas. Phim khởi chiếu ngày 15 tháng 5 năm 2015 bởi Universal Pictures.